# Nana Triste
"Nana Triste" (estilizado em letras minúsculas) é uma canção da cantora e compositora espanhola Natalia Lacunza, lançada no dia 14 de junho de 2019, em colaboração com o cantor e guitarrista Álvaro Lafuente, mais conhecido artisticamente como Guitarricadelafuente. O single faz parte do EP de estreia de Natalia, "Otras Alas", lançado no dia 21 de junho do mesmo ano.

## Antecedentes
Após sua estreia, as redes e a mídia digital logo ecoaram o maravilhoso tema. Uma música simples, bonita e triste em partes iguais, que atendeu às expectativas e recebeu feedback de seus fãs mais leais, surpreendendo muitas pessoas que descobriram Natalia com esse tema. "Dentro de 'Outras Alas', é o mais simples, o máximo de você para você. Ela não tem pretensão, nem ostentação... Eu senti que tinha que inventar algo que fosse o mais nu possível. Para mim, é a música mais sincera. O resto do EP tem uma produção mais teimosa, eu queria fazer um contraste com nana triste. Mas, desde que a escrevi, sabia que era a primeira a sair, ela não tem uma estratégia de marketing. Eu senti assim, de certa forma sou eu, abro meus braços para você e digo: Olá."
O clipe da canção foi algo simples e muito íntimo, com tons pastel e ar melancólico. Contando somente com Natalia sentada em um banco e Guitarricadelafuente dedilhando seu violão, "nana triste" faz suas emoções transbordarem. O single fala sobre o fato de você ter que se livrar de algo que deseja, mesmo que doa muito. Aquele momento de pensar "minha alma irá quebrar, mas eu tenho que dizer adeus". Lacunza contou também que acha que é um processo vital que, mais cedo ou mais tarde, todos passaremos por isso. É uma das coisas mais difíceis da vida. É basicamente um relacionamento tóxico, mas não necessariamente amoroso. Cada um pode interpretá-lo a sua maneira. Confira abaixo um trecho da canção:
"Eu ficaria com você uma, duas, três noites mais/ Se não tivesse quebrado o elo, quem me dera voltar atrás/ Não culpo você pela minha dor, não culpo você pelo meu mal/ Construirei para você um castelo com suas lágrimas de sal."
"nana triste" hoje em dia conta com mais de 24 milhões de visualizações no Youtube e mais de 52 milhões de reproduções do Spotify, além de ter ficado em terceiro lugar na lista se singles mais ouvidos da Espanha na semana de seu lançamento e ter conseguido o certificado de disco de platina.